# Jean Joannès
Jean Silvestre Joannès, né le 31 décembre 1771 à Paris et mort le 24 février 1854 à Gagny est un militaire français.

## Biographie
Jean Joannès entra comme cavalier dans le régiment de Champagne (9e de l'armée), le 6 octobre 1790, rejoignit l'armée de la Moselle au commencement de 1792, et fut fait prisonnier de guerre par les Prussiens, au combat de Fontenoy, le 19 août, après avoir reçu sept coups de sabre sur les mains et à l'épaule gauche.
Échangé bientôt après, il se trouva, le 8 messidor an II, à la bataille de Fleurus, où il reçut un coup de feu dans la jambe gauche, entra le 9 messidor an III dans la cavalerie de la légion de police, et passa le 1er nivôse an V dans les grenadiers à cheval du Directoire, où il fut nommé brigadier-fourrier le 27 vendémiaire an VIII.
Compris avec le grade de maréchal-des-logis dans l'organisation des grenadiers à cheval de la Garde des Consuls, le 13 nivôse an VIII, il fit la bataille de Marengo, fut fait adjudant sous-lieutenant dans les chasseurs à cheval, le 13 thermidor an IX, membre de la Légion d'honneur le 25 prairial an XII, et lieutenant en premier le 1er vendémiaire an XIII.
Il se trouva aux batailles d'Austerlitz et d'Iéna, fut blessé grièvement d'un coup de biscaïen au bras droit, à la bataille d'Eylau, en chargeant avec l'escadron de service, devint capitaine le 16 février 1807, suivit Napoléon Ier en Espagne en 1808, rentra en Allemagne en 1809, combattit à Essling et à Wagram, et reçut la décoration d'officier de la Légion d'honneur le 15 mars 1810.
Chef d'escadron le 23 octobre 1811, il fit, en cette qualité, avec la Garde, la campagne de 1812 en Russie, celle de 1813 en Saxe, et fut blessé d'un coup de baïonnette à la cuisse droite à la bataille de Hanau le 30 octobre.
Colonel dans la ligne le 28 novembre, et mis à la suite du 11e régiment de dragons le 1er décembre, il prit, le 23 février 1814, le commandement du 2e régiment de chevau-légers lanciers, à la tête duquel il acheva la campagne de France. Maintenu en activité à l'organisation du régiment de lanciers de la Reine en août, chevalier de Saint-Louis le 1er novembre, il fut promu colonel du régiment de chasseurs à cheval de la Marne le 27 septembre 1815, et commandeur le 1er mai 1821.
Maréchal de camp le 3 octobre 1823, employé au corps d'occupation en Espagne, mis en disponibilité à la rentrée de l'armée en France le 16 décembre 1824, il commanda une brigade de cavalerie en 1828.
Du 5 août 1830 au 7 juillet 1831, il commanda successivement les départements de Maine-et-Loire, de la Vendée et des Deux-Sèvres, passa dans celui du Pas-de-Calais à cette dernière époque, et prit sa retraite le 1er août 1834.

## Source
« Jean Joannès », dans Charles Mullié, Biographie des célébrités militaires des armées de terre et de mer de 1789 à 1850, 1852 [détail de l’édition]